# Osernowski

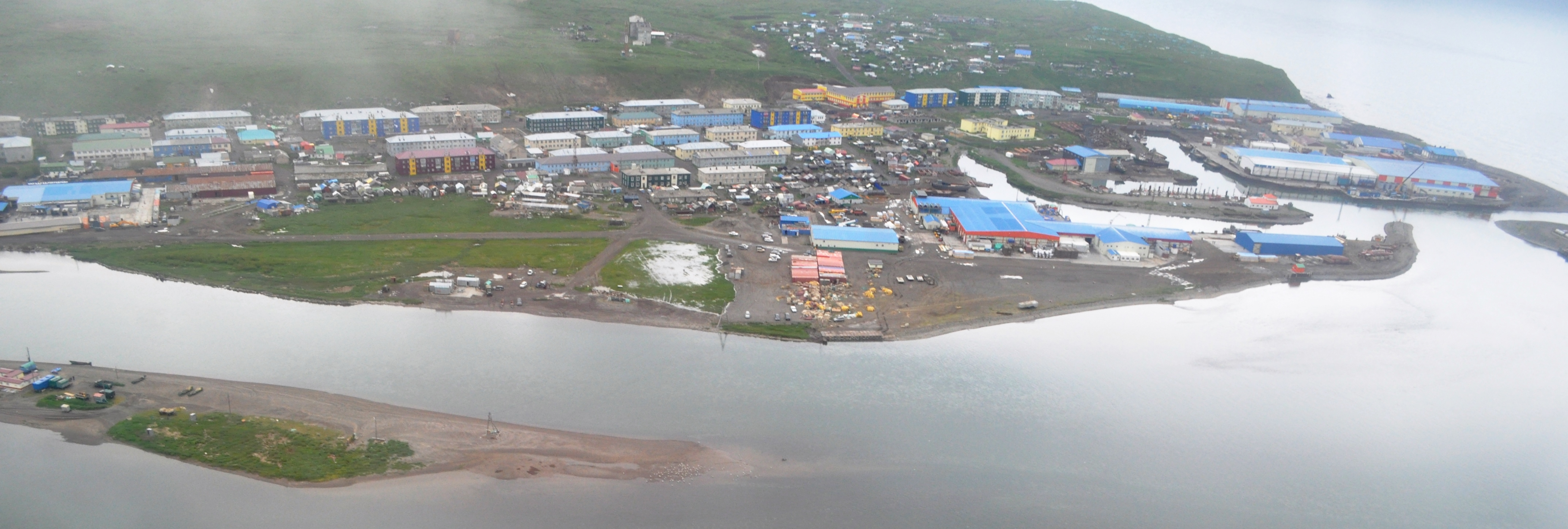
Osernowski

Osernowski (russisch Озерновский) ist eine Siedlung in der Region Kamtschatka (Russland) mit 1793 Einwohnern (Stand 14. Oktober 2010).

## Geographie
Die Siedlung liegt etwa 230 km Luftlinie südwestlich des Regionsverwaltungszentrums Petropawlowsk-Kamtschatski an der Südwestküste der Halbinsel Kamtschatka, am Ochotskischen Meer. Sie befindet sich am linken (südlichen) Ufer der Osjornaja, die dem 40 km östlich liegenden Kurilensee entfließt. Der Ortsteil Saporoschje liegt wenig flussaufwärts am gegenüberliegenden Flussufer.
Osernowski gehört zum Rajon Ust-Bolscherezk und ist von dessen Verwaltungszentrum Ust-Bolscherezk etwa 150 km in südlicher Richtung entfernt. Zur Stadtgemeinde Osernowskoje gorodskoje posselenije gehören neben Osernowski noch drei die Osjornaja und ihren linken Zufluss Pauschetka aufwärts liegenden Siedlungen: Schumny (9 km östlich), Tjoply (15 km) und Pauschetka (21 km).

## Geschichte
Der Ort wurde 1907 unweit eines alten itelmenischen („kamtschadalischen“) Dorfes am rechten Flussufer gegründet, als dort die Fischereifirma S. Gruschewski & Co. eine Verarbeitungsfabrik errichtete, und nach dem Fluss Osernaja benannt. In offiziellen Dokumenten trug er zwischen 1910 und 1917 auch die Bezeichnungen Unterberger oder Unterbergerowka, nach dem früheren Generalgouverneur des Amurgebietes Pawel Unterberger (1842–1921).
Später wurde die Siedlung an das linke Ufer verlegt und dort eine der ersten Fischkonservenfabriken in der sowjetischen Periode errichtet. 1948 erhielt der Ort unter dem heutigen Namen den Status einer Siedlung städtischen Typs. Im Jahr 2010 verlor Osernowski diesen Status und ist seitdem eine Siedlung.

### Bevölkerungsentwicklung
| Jahr | Einwohner |
| ---- | --------- |
| 1959 | 5498      |
| 1970 | 2888      |
| 1979 | 3173      |
| 1989 | 3606      |
| 2002 | 2770      |
| 2010 | 1793      |

Anmerkung: Volkszählungsdaten

## Sehenswürdigkeiten
Osernowski ist Ausgangspunkt für den Besuch des Kurilensees, der eine große, vor etwa 8000 Jahren durch einen gewaltigen Vulkanausbruch entstandene Caldera einnimmt und zu den bedeutendsten Sehenswürdigkeiten der Halbinsel gehört. In der Umgebung des Sees befinden sich die Vulkane Koschelew, Kambalny und Iljinskaja Sopka.

## Wirtschaft und Infrastruktur
Hauptwirtschaftszweig sind Fischfang und -verarbeitung. Die Osernaja ist bedeutendes Laichgebiet des Rotlachses. Die Elektroenergie- und Wärmeversorgung wird durch das Geothermiekraftwerk Pauschetka (Pauschetskaja GeoES) unweit der gleichnamigen Siedlung gewährleistet. Es ging 1966 als erstes seiner Art in der Sowjetunion in Betrieb, leistet heute 12 Megawatt und wird von RusHydro betrieben.
Eine ganzjährig befahrbare Anbindung an das Straßennetz der Halbinsel Kamtschatka besteht nicht. Der Ort ist per Hubschrauber oder auf dem Seeweg erreichbar.